# جیمز (بخش)
جیمز (به لاتین: Iakora District) یک بخش‌های ماداگاسکار در ماداگاسکار است که در ایهورومبه واقع شده‌است. جیمز ۴٬۵۵۶٫۴۹ کیلومتر مربع مساحت و ۵۰٬۴۰۹ نفر جمعیت دارد.